# Roger Buch i Ros
Roger Buch i Ros (Barcelona, 1970) és un politòleg i escriptor català.
Es llicencià en Ciències polítiques, així com graduà en un màster de Ciència política, a la Universitat Autònoma de Barcelona (UAB). L'any 2010 es doctorà amb la tesi El Partit Socialista d'Alliberament Nacional dels Països Catalans (PSAN) (1968 - 1980), per la mateixa universitat. Ha participat en les obres col·lectives Diccionari dels partits polítics de Catalunya. Segle XX i Esquerra Republicana de Catalunya, 70 anys d'història.

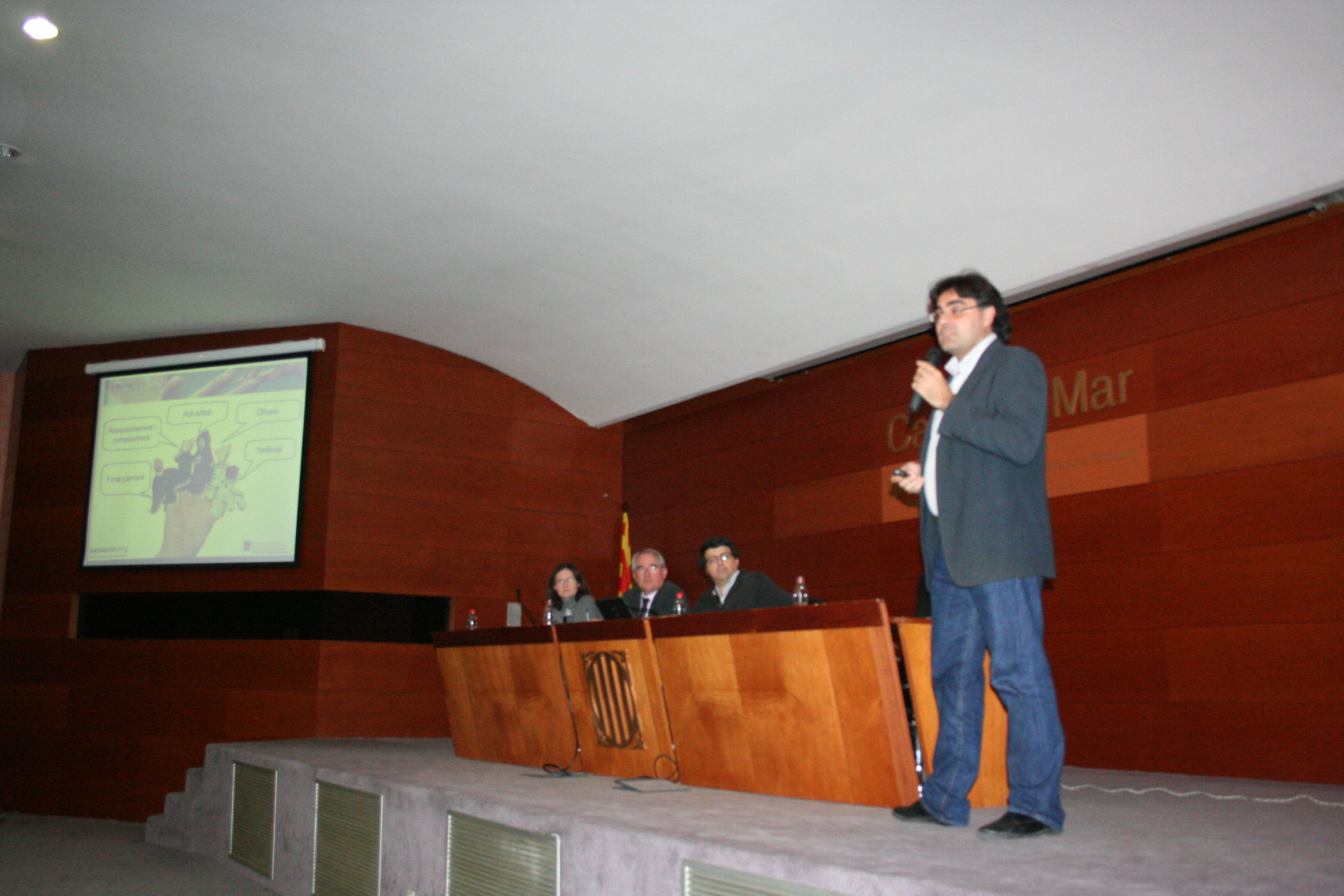
Buch explicant xarxanet.org

Des de 1998 és professor a la Facultat de Treball Social i Educació Social de la Fundació Pere Tarrés, vinculada a la Universitat Ramon Llull (URL). L'any 2003 coordinà un curs sobre la història de l'independentisme català durant la Transició espanyola, en el marc dels Juliols de la UB. També ha col·laborat al setmanari El Temps i al portal de notícies Tribuna Catalana. És un dels fundadors de la Plataforma per la Llengua. Fou membre de la Junta Directiva d'Òmnium Cultural, en qualitat de Vocal de Barcelona, entre el 2008 i l'1 de juliol de 2012.

## Obres
Pròpies
- L'Esquerra Independentista avui (Columna, 2007)
- L'herència del PSAN (Editorial Base, 2012)
- Asfixiant la llengua. Crònica dels atacs del PP contra el català (Angle, 2014)
- 100 motius per ser independentista (Cossetània, 2015)

Col·laboracions
- Diccionari dels partits polítics de Catalunya. Segle XX
- Esquerra Republicana de Catalunya, 70 anys d'història
- What's Up with Catalonia?
- Història de l'Esquerra Independentista (Tigre de Paper, 2021)